# Bécassine noble
Gallinago nobilis
Espèce
Statut de conservation UICN

 NT  : Quasi menacé
La Bécassine noble (Gallinago nobilis) est une espèce d’oiseaux appartenant à la famille des Scolopacidae.